# نغم نوزات
نغم نوزات حسن (ولدت عام 1978) هي طبيبة عراقية أيزيدية وقد نالت جائزة نساء الشجاعة الدولية في عام 2016.

## عنها
هي الناشطة الأيزيدية وأخصائية أمراض النساء في مدينة بعشيقة، وقد كانت تداوي المرضى في مستشفى شيخان بمحافظة نينوى قبل سيطرة تنظيم الدولة الإسلامية (داعش) على سنجار والموصل.
نزحت نوزات مع مئات الآلاف إلى إقليم كردستان، واختارت هناك أن تنحاز إلى مثيلاتها من النازحات والناجيات من معتقلات داعش، وبذلت جهودا لفتت انتباه وزارة الخارجية الأميركية.
بعد سيطرة تنظيم الدولة الإسلامية على معظم البلاد في 2014 بعدما استولوا على مدينة سنجار، تم سبي ورق الكثير من النساء والبنات الإيزيديات.
في 29 مارس 2016 تم الاعترف بها على كونها أشجع أمرأة دولية، وقد منحت «وردة الفضة» أيضا للعمل على حقوق الإنسان المقررة في يونيو عام 2014 من منظمة «سوليدار الأوروبية»، وقد عادت بعد ذلك إلى مواصلة عملها في مركز «النساء الباقين على قيد الحياة» في سيلوبي.